# 洛塔尔·克莱斯格斯
洛塔尔·克莱斯格斯（德語：Lothar Claesges，1942年7月3日—2021年11月12日），德国男子自行车运动员。他曾代表德国联队参加1964年夏季奥林匹克运动会自行车比赛，获得男子团体追逐赛金牌。